# Mastung
Mastung (en urdu مستونگ) es una Ciudad de Pakistán, en la provincia de Baluchistán. Se encuentra a 29°18′N 64°42′E y tiene una elevación de 1701 m. La ciudad es también el centro administrativo del tehsil de Mastung, una subdivisión administrativa del distrito; la ciudad misma se subdivide administrativamente en dos Consejos Sindicales.

## Idiomas
Al igual que otros grandes centros urbanos de Baluchistán (Quetta, Sibi, Mach y Khuzdar), es una ciudad multiétnica donde se hablan varios idiomas, incluyendo el brahui, persa (en sus dialectos hazargi y dehwari), panyabi (incluyendo dialectos hindko y saraiki), pastún, baluchi, sindhi (en sus dialectos hindki y frakhi) y urdu. Ningún idioma tiene una mayoría clara y el urdu sirve como la lengua franca para las comunicaciones interétnicas.

## Incident
El 12 de mayo de 2017, un bombardeo contra el senador Abdul Ghafoor Haideri mató a 25 personas e hirió a otras 35.